# Gare de Kami-Nakazato
La gare de Kami-Nakazato (上中里駅, Kami-Nakazato-eki) est une gare ferroviaire japonaise située dans l'arrondissement de Kita à Tokyo. Elle est gérée par la compagnie JR East.

## Situation ferroviaire
La gare de Kami-Nakazato est située au point kilométrique (PK) 21,5 de la ligne Keihin-Tōhoku.

## Histoire
La gare a été inaugurée le 1er juillet 1933.

## Service des voyageurs

### Accès et accueil
La gare dispose d'un bâtiment voyageurs, avec guichet, ouvert tous les jours.

### Desserte
- Ligne Keihin-Tōhoku :
  - voie 1 : direction Urawa et Ōmiya
  - voie 2 : direction Tokyo, Shinagawa et Yokohama